# Stephanorhinus
Stephanorhinus es un género extinto de rinocerontes nativo de Eurasia que vivió desde el Plioceno hasta el Pleistoceno superior. Se trataba de especies relativamente grandes, de entre las cuales la mayor llegó a adquirir un tamaño similar al de un rinoceronte blanco.

## Especie y distribución

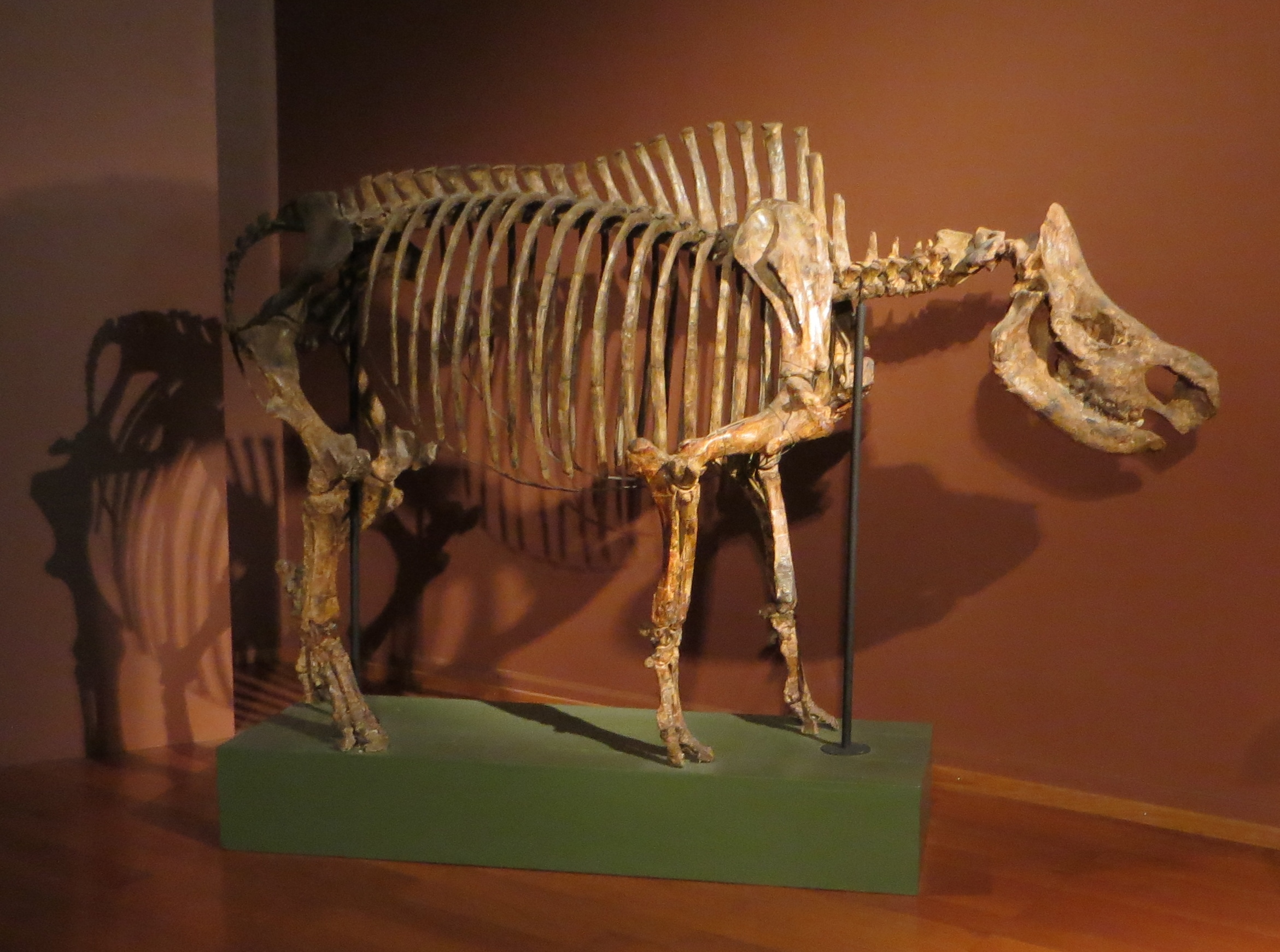
Esqueleto de S. etruscus.

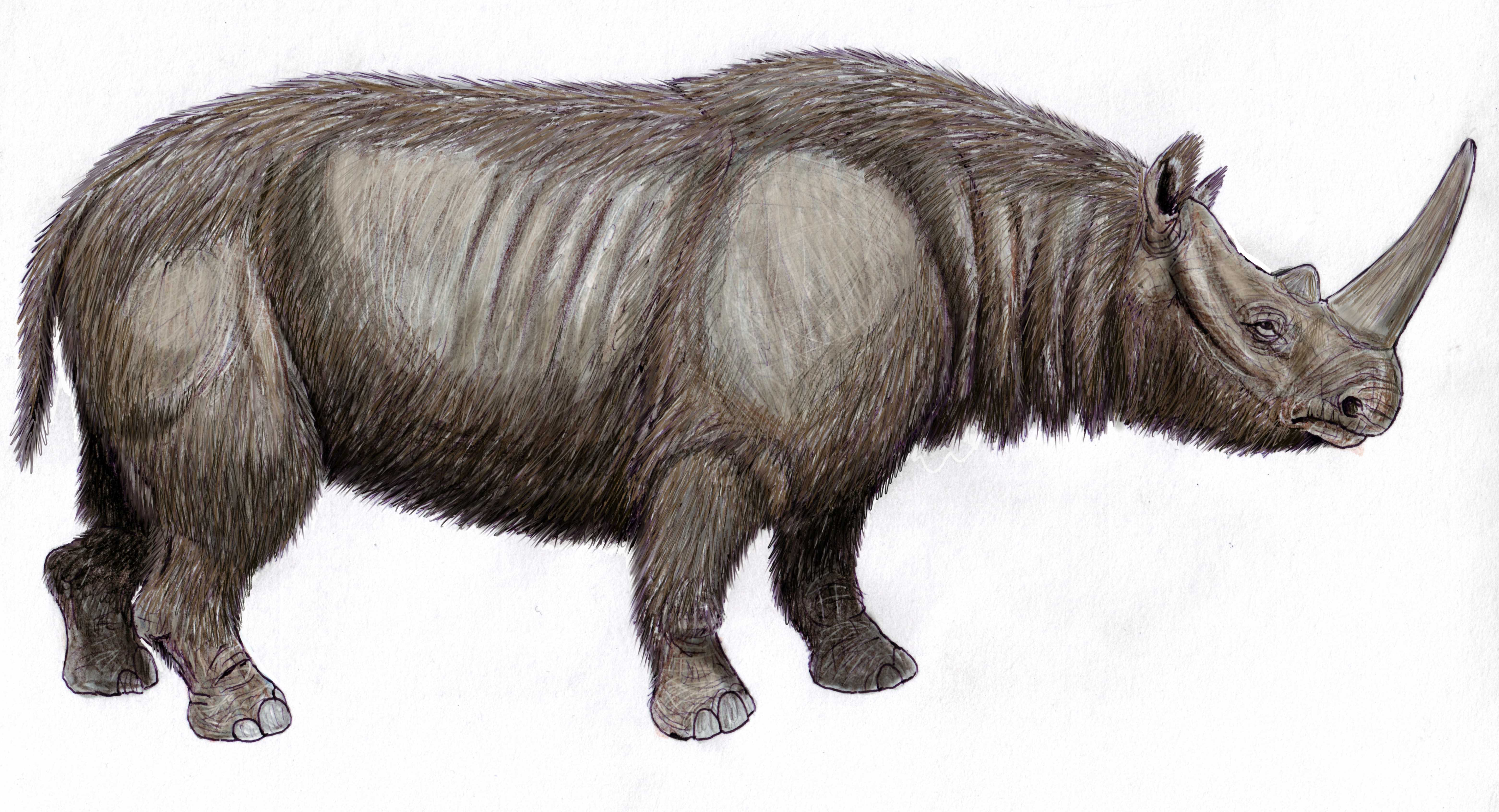
Recreación de Stephanorhinus hemitoechus.

En el Pleistoceno tardío, había dos especies de Stephanorhinus en Eurasia, el rinoceronte de Merck (Stephanorhinus kirchbergensis) y el rinoceronte de nariz estrecha (Stephanorhinus hemiotoechus). Ambas especies pueden haber evolucionado a partir de Stephanorhinus etruscus. Sin embargo, no está claro si otra especie, Stephanorhinus hundsheimensis, también encaja en esta línea evolutiva. Este rinoceronte, que vivió durante el Pleistoceno temprano y medio en el paleártico occidental, también podría haber sido una rama lateral europea, derivada del rinoceronte del Plioceno Stephanorhiuns jeanvireti. Probablemente fue un animal relativamente no especializado, evolucionado para llevar una almentación de pastoreo y ramoneo. Cuando hace aproximadamente 600.000 años las dos nuevas especies de rinoceronte S. kirchbergensis y S. hemiotechus llegaron a Europa, S. jeanvireti desapareció. La llegada de un ramoneador  y un pastador especializado probablemente fue una dura competencia para este generalista.
S. kirchbergensis prefirió hábitats forestales o arbolados, mientras que S. hemitoechus probablemente se adaptó a hábitats más abiertos. S. kirchbergensis es relativamente raro en registros fósiles y se conoce de algunas localidades italianas, francesas, alemanas, británicas y de Europa del Este, en su mayoría del Pleistoceno medio. En Asia se han encontrado sus restos en Siberia, Asia Central, Corea y China. También pudo haber vivido en Israel y el Líbano, pero aquí no está claro si se trataba realmente de S. kirchbergensis o una especie similar. En el este de China, S. kirchbergensis estuvo presente durante todo el Pleistoceno en latitudes entre 30 ° N y 40 ° N.

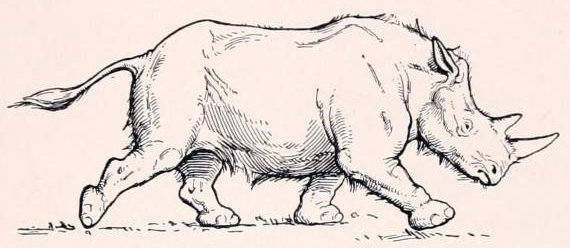
Reconstrucción artística de S. kirchbergensis.

En Europa del Este, S. kirchbergensis desapareció durante el Pleistoceno Superior más temprano, donde se registra en Eemiense en Polonia. En los bosques del Cáucaso puede haber sobrevivido incluso hasta principios de la Glaciación de Würm. Los últimas restos se conocen desde España, donde sobrevivió hasta finales de la Glaciación de Würm. Stephanorhinus hemiotoechus apareció en Europa a principios del Pleistoceno medio. Se conoce en diversas localidades, entre ellas: España, Italia, Alemania y las islas británicas. Además de Europa, también se lo conoce en Siria, Israel, el Cáucaso y desde una localidad del Pleistoceno tardío cerca del lago Baikal. Este es el punto más oriental del rango conocido. Los últimos fósiles del rinoceronte de hocico estrecho proceden de los Balcanes, donde sobrevivió hasta la Glaciación de Würm.